# Manuel Uribe Barra
Manuel Uribe Barra (Lumaco, 13 de septiembre de 1895 - Temuco, 16 de marzo de 1970), agricultor y  político radical chileno, hijo de José Uribe Zúñiga y de Francisca Barra Bizano. Contrajo matrimonio con Berta Ortega Aguayo (1920).
Estudió en el Liceo de Concepción. Dedicado a las labores agrícolas en el fundo familiar “Tranaquepe” en Lumaco y “Huitranlebu” en Purén.

## Actividades políticas
Militante del Partido Radical, fue nombrado Gobernador de Traiguén y Alcalde de la Municipalidad de Lumaco (1925-1940).
Electo Diputado por la 20.ª agrupación departamental, correspondiente a las comunas de Angol, Traiguén, Victoria y Collipulli (1941-1945), participando de la comisión permanente de Minería e Industrias. Reelegido Diputado por la 20.ª agrupación departamental (1945-1949), en esta ocasión fue miembro de la comisión de Hacienda y la de Gobierno Interior.
Miembro de la Sociedad Nacional de Agricultura y del Club de Traiguén.